# Institut français de la mode

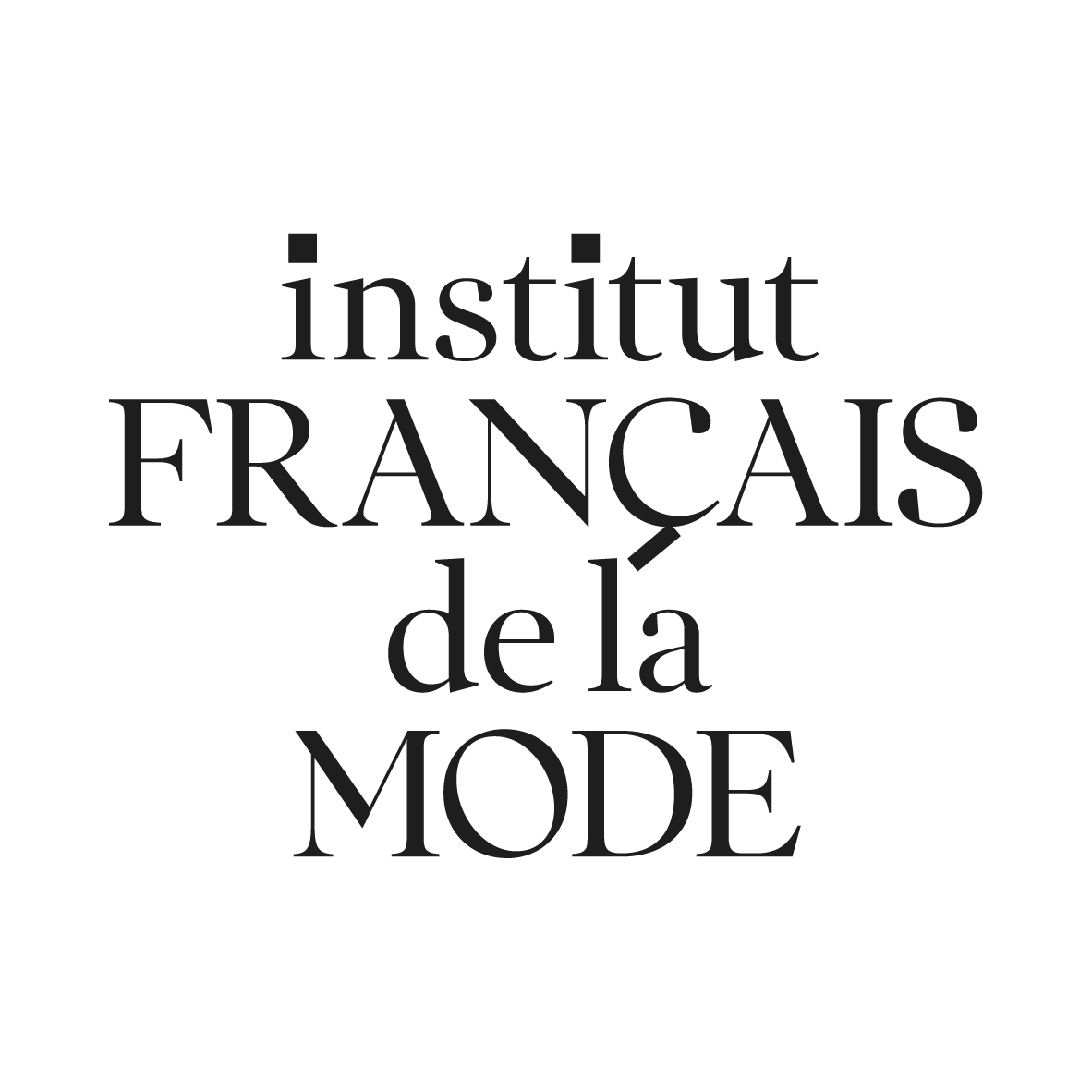
Logotyp uczelni

Institut français de la mode – francuska państwowa uczelnia mająca siedzibę w Paryżu. Jej przewodniczącym jest Pierre Bergé, współzałożyciel domu mody Yves Saint Laurent SAS. Jest to jedna z najlepszych szkół mody na świecie.